# Бобулешть (Румунія)
Бобулешть, Бобулешті (рум. Bobulești) — село у повіті Ботошані в Румунії. Адміністративно підпорядковане місту Штефенешть.
Село розташоване на відстані 378 км на північ від Бухареста, 41 км на схід від Ботошань, 71 км на північ від Ясс.

## Населення
За даними перепису населення 2002 року у селі проживали 1422 особи, з них 1421 особа (99,9%) румунів. Усі жителі села рідною мовою назвали румунську.